# بایگانی اینترنت

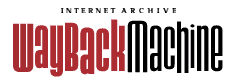
دستگاه برگشت به گذشته رابط کاربری شرکت بایگانی اینترنت می‌باشد که امکان دسترسی به کپی دقیقی از صفحات اینترنتی در زمان‌های گذشته را فراهم می‌سازد. تاریخ زمان عکس‌برداری از صفحات نیز از طریق این ماشین ثبت‌شده‌است.

بایگانی اینترنت (به انگلیسی: Internet Archive) یک سازمان ناسودبر است، که در زمینهٔ ایجاد و نگهداری یک کتابخانهٔ دیجیتال از شبکه جهانی وب فعالیت می‌کند.
مقر دفتر رسمی آن در پرسیدیو در شهر سانفرانسیسکو در ایالت کالیفرنیا قرار دارد و مراکز داده‌اش در چند شهر مختلف می‌باشد که دربردارندهٔ رونوشت صفحه‌های وب که در زمان‌های مختلف تهیه شده‌اند است. این سازمان برای جلوگیری از از دست‌ دادن داده‌ها به عنوان مثال در اثر یک فاجعهٔ طبیعی قصد دارد رونوشت نسخه‌ای (یا بخشی) از مجموعه را در جاهای دیگر نیز نگهداری کند. این تصمیم از جمله در کتابخانهٔ اسکندریه در مصر و یک مرکز در آمستردام در حال انجام است.
بارگذاری
سایت بایگانی بطور رایگان میزبان فایلهای بارگذاری شده توسط کاربران عمومی ثبت نام کرده است که از طریق نرم افزار آپلود ویژه آرشیو می توان پس از ثبت نام و ورود به سایت از آن برای بارگذاری اسناد و بارگذاری موسیقی زنده استفاده کرد.